# Гантит
Гантит (рос. гантит; англ. huntite; нім. Huntit m) — мінерал, карбонат кальцію та магнію.

## Загальний опис
Хімічна формула: CaMg3(CO3)4. Містить (%): CaO — 15,42; MgO — 34,09; CO2 — 48,85. Домішки: MnO.
Сингонія тригональна або ромбічна.
Кристали пластинчасті і зернисті виділення, масивні агрегати. М'який. Густина 2,7. Блиск землистий. Колір білий або безбарвний.
Зустрічається у печерах, у жеодах і в жилах магнезіальних порід, а також як продукт вивітрювання.
Інша назва — гунтит.
Знайдений у родовищі Каррент-Крік (штат Невада, США).